# 堀雄二
堀 雄二（ほり ゆうじ、1922年9月26日 - 1979年6月19日）は日本の俳優。本名は堀 吉太郎。東京都出身。ぷろだくしょん榎所属。

## 来歴
シナリオライター志望であったが、偶々空きっ腹を抱えて東宝撮影所近くを散歩中、募集の看板にあった「昼食付」の文字に誘われて進路変更したという。
本郷中学校を経て、早稲田大学政経学部中退。1946年、第1期東宝ニューフェイスで東宝へ入社。同期に三船敏郎・久我美子・伊豆肇・若山セツ子・堺左千夫らがいる。翌年、新東宝映画『大学の門』で主役デビュー。
1950年、大映へ移籍。同年春、仕事で京都府のある旅館に泊まっていた時、のちの妻である甲斐はるみと偶々旅館が一緒であった。相手役の関千恵子と甲斐は部屋が一緒で、紹介されたという。甲斐と知り合ってからは京都で2人だけのデートをしていた。堀のほうが先に仕事が終わり、その晩東京都に帰る時、「食事でもしましょう」と、先斗町へ連れて行き、その時から親しくなった。
当時堀には妻子がおり意思表示はしていたものの、甲斐と結婚するまでは先妻からかなりの抵抗を受けていた。当時の堀は暗い気持ちで酒を飲んでいたが、甲斐は慰め役になり堀は「女房と別れるから結婚してくれないか」とプロポーズした。堀は「ただ一つだけ条件がある。結婚したら、女優をやめてくれないか。私は一度結婚生活に失敗した男だ。今度こそは、どんなことがあっても成功させたい。素晴らしい家庭を持ちたい」と言っていたという。
1951年4月27日に堀の家で、ごく内輪で結婚式をした。
1970年に映画界を離れ、テレビドラマや舞台に専念。
その頃、妻と共にゴルフが好きであり、次男の秀行も高校時代はゴルフ部に所属するほど一家はゴルフ・フィーバーであった。1969年時点では次男・秀行をゴルフ場に連れて行っていたという。
静岡県御殿場市のゴルフ場に行くためには、朝早くに家を出なければならないため、一家揃って東京都世田谷区成城から静岡県御殿場市に転居した。
1978年9月に、胃癌の手術を受け、胃の三分の二を切り取った。この時、家族は一致団結して癌であることを隠しており、堀自身は最後まで自分の病気を胃潰瘍と信じていたという。
1979年6月18日、トイレに行くために病室のベッドから降りようとして、起き上がった直後に倒れる。意識不明のまま24時間昏睡したあと、意識が回復しないまま、同年6月19日午前9時46分に胃癌の為、東京女子医科大学病院で死去。葬儀は本覚寺で行われた。戒名は偉雄院光芸日隆居士。

## 人物
妻、息子全員が役者の役者一家。父は、高麗屋の番頭、松本幸四郎 (7代目)の番頭で浅草の公園劇場を経営していた興行師の堀倉吉で、市川團十郎 (11代目)、松本白鸚 (初代)、尾上松緑 (2代目)、中村雀右衛門 (4代目)の面倒を見ていたなど歌舞伎関係の仕事をしていた。父からは、役者になることだけは固く禁じられていたという。堀は「いつか、3人の息子と一緒に芝居をしてみたい」といっていたが、この夢は実現しなかった。
1965年時点では、休みには3人の息子を相手にキャッチボールをするのが楽しみであったという。
甲斐が長男の之紀を妊娠中にインフルエンザにかかり、レントゲンの結果、町の老医師から結核と診断された。その時に老医師は「一刻も早く人工中絶したほうがいい」と忠告した。堀は「どんなことがあっても生みなさい」と言っており、甲斐は困っていたという。堀は自宅に帰っても、苦しそうにしていた甲斐を見るのにしのびなく、好きな酒のハシゴをすることが多くなった。堀がとまり木で浮かない顔をしていたところ、「よう、堀さん!」と肩を叩かれ、振り返ったところ旧知の病院の歯科医師であった。「顔色が悪いじゃないの」と言われた堀は、その理由を歯科医師に話したところ、「じゃあ、うちの病院に来てみないか、専門医を紹介するよ」と言われた。その結果結核は誤診だとわかり、嬉しかったという。あの時渋谷区のバーへ行かなかったら、之紀は誕生しなかったかもしれず、酒好きで良かったかもしれないという。1969年時点で雄二は之紀が生意気なことを言い出すと、之紀にこの話をしつつ「オレがもし酒が嫌いだったら、お前は生まれてないかもしれないんだぞ」と語っており、之紀は「またか」というようにニヤニヤしながら聞いていた。
『七人の刑事』で共演していた天田俊明は、堀のことを実の父のように慕っていたという。

## 親族
- 松本虎藏（祖父・歌舞伎役者）[3]
- 堀倉吉（父・興行師[3]）[1][4][5][6]
- 甲斐はるみ（妻・宝塚歌劇団女優）[2]
- 堀之紀（長男・声優）[1][7]
- 堀秀行（次男・声優）[1][7]
- 堀光昭（三男・俳優）[1][7]
- 堀友美（孫、次男秀行の娘・女優）[8][9][10]

## 主な出演

### 映画
- 大学の門（1948年）　-　海野駿介
- 三百六十五夜（1948年）　-　津川厚
- 忘れられた子等（1949年）　-　谷村清吉 ※キネマ旬報ベストテン第5位
- 果てしなき情熱（1949年）　-　三木竜太郎
- 宗方姉妹（1950年）　-　前島五郎七※キネマ旬報ベストテン第7位
- 銀座化粧（1951年） - 石川京助
- お遊さま（1951年） - 慎之助
- 源氏物語　Le Roman de Genji（1951年）　-　※第5回カンヌ国際映画祭撮影賞受賞作品、キネマ旬報ベストテン第7位
- あの手この手（1952年）　-　天平君
- 阿波狸屋敷（1952年） - 阿波の善長
- あにいもうと（1953年）　-　※キネマ旬報ベストテン第5位
- 決闘五分前（1953年） - 小谷修
- 人生劇場　望郷篇　三州吉良港（1954年）　-　谷口喜平
- 終電車の死美人（1955年）　-　長谷川部長刑事
- 南国太平記（1954年）
- 東京摩天街（1955年）　-　沢田龍男
- にっぽんGメン 特別武装班出動（1956年）　-　生沢刑事
- 警視庁物語シリーズ（1956～1964年）　- 長田部長刑事
- 点と線（1958年）　-　捜査第二課長
- 忍法破り 必殺（1964年、松竹)
- 男の掟（1968年、日活）- 長男・宗方玄一
- 高校生ブルース（1970年）　-　佐伯
- 姿三四郎（1970年）　-　村井半助

### テレビドラマ
- 松本清張シリーズ・黒い断層 「地方紙を買う女」（1960年10月24日・31日） - 杉本隆治
- 大河ドラマ
  - 赤穂浪士 （1964年） - 堀内源太左衛門
  - 勝海舟（1974年） - 島津斉彬
  - 元禄太平記（1975年） - 島津綱貴
- 大江戸捜査網（松平定信）
- 検事
- 講談ドラマ 相馬大作（相馬大作）
- 侍
- 七人の刑事（赤木係長）
- あゝ忠臣蔵（1969年） - 荷田春満
- おんなの劇場・「吉野太夫」（1970年） - 板倉重宗
- 大岡越前
  - 第1部、第2部 （1970年 - 1971年） - 吉本作左ヱ門
  - 第5部
    - 第2話「すり替えられた薬」（1978年2月13日） - 武蔵屋宗兵衛
    - 第10話「殴り込み仁術」（1978年4月10日） - 山城屋
- 大忠臣蔵（1971年） - 内田三郎右衛門
- 波の塔（1973年）
- 赤ひげ 第46話「駆込み訴え」（1973年9月7日）
- 江戸を斬る 梓右近隠密帳 第7話「二人葵小僧」（1973年11月5日） - 阿部対馬守
- 水戸黄門
  - 第5部 第23話「野望の代償 -唐津-」（1974年9月9日） - 古川主計
  - 第6部 第24話「うなぎ屋の助太刀 -浜松-」（1975年9月8日） - 向井又五郎
  - 第7部 第2話「姫君はにせ者 -福島-」（1976年5月31日） - 河村外記
  - 第8部 第11話「風車に賭けた恋 -桑名-」（1977年9月26日） - 横山作左衛門
  - 第9部 第3話「狐が唄った相馬盆唄 -相馬-」（1978年8月21日） - 坪田三左衛門
- NHK朝の連続テレビ小説・火の国に（1976年 - 1977年） - 桜木壮吉
- 江戸を斬るIII 第5話「人情遠山裁き」（1977年2月14日） - 伊勢屋伊左衛門
- 明治の群像 海に火輪を「鹿鳴館〜条約改正〜」（速見雅恒）
- 前略おふくろ様
- 必殺からくり人・富嶽百景殺し旅第3話「駿州片倉茶園ノ不二」（1978年9月8日） - 土井玄蕃